# 2ЭС6
2ЭС6 «Синара» (2 — количество секций, Э — электровоз, С — секционный, тип 6) — грузовой двухсекционный восьмиосный магистральный электровоз постоянного тока напряжения 3 кВ с коллекторными тяговыми двигателями. Электровоз выпускается в городе Верхняя Пышма Уральским заводом железнодорожного машиностроения, входящим в ЗАО «Группа Синара», с 2006 года. Всего на август 2024 года построено 1560 электровозов этой серии, 97 из них с 2020 года также были выпущены в трёхсекционном варианте со средней промежуточной секцией. Все машины поступили в собственность ОАО «Российские железные дороги»; подавляющее большинство из них эксплуатируется в приуральских регионах России, а ещё несколько локомотивов — на Октябрьской железной дороге.

## История создания и выпуска

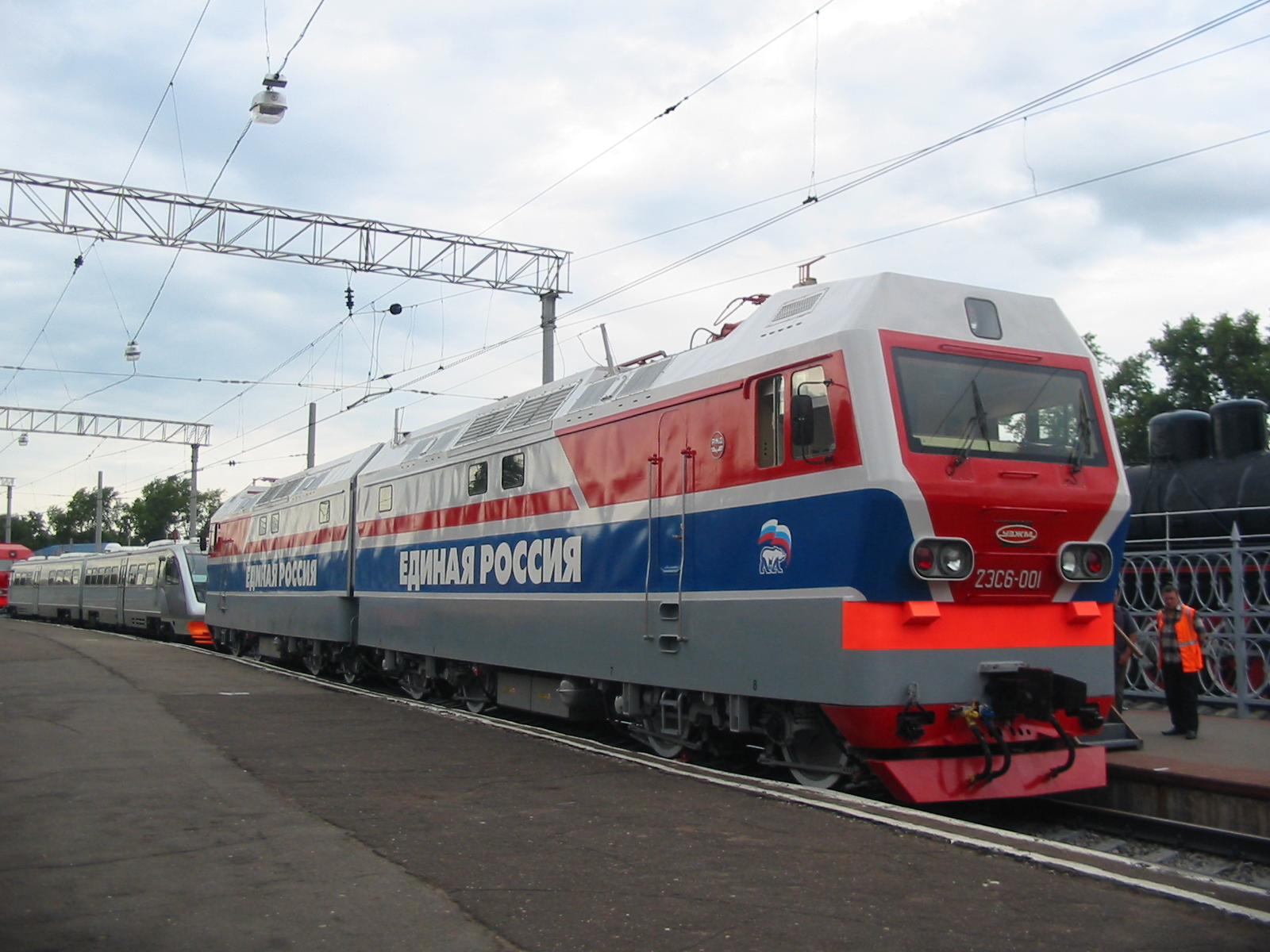
Электровоз 2ЭС6-001 «Единая Россия» на выставке в Москве (сентябрь 2007)

Первоначально новую серию локомотивов производства Уральского завода железнодорожного машиностроения планировалось обозначить как 2ЭС4К. Но в связи с тем, что точно так же был обозначен новый электровоз производства Новочеркасского завода, являющийся аналогом электровозов переменного тока серии ЭС5К, во избежание путаницы обозначение серии было изменено на 2ЭС6. Таким образом ещё не вышедший с завода первый электровоз, первоначально обозначенный как 2ЭС4К-001, был переименован как 2ЭС6-001. Он был выпущен 1 декабря 2006 года и получил название «Единая Россия». Со второго экземпляра серии было присвоено название «Синара».
В конце июля 2007 года был подписан контракт на поставку электровозов для нужд РЖД в 2008 и 2009 году. Согласно условиям контракта за 2008 год должно было быть поставлено 8 электровозов (фактически поставлено 10), за 2009 — 16.
15 октября 2008 года была запущена первая очередь производственного комплекса по выпуску электровозов. К тому моменту уже был выпущен электровоз 2ЭС6-003. В дальнейшем объём производства нарастал с 2009 по 2012 год в среднем от 25 до 100 электровозов в год соответственно. 3 года после этого завод в среднем выпускал чуть более 100 электровозов в год. С 2016 года объём поставок начал постепенно снижаться, однако в 2018 году снова возрос.
На конец 2015 года производство локомотива полностью локализовано концерном Siemens. В июне 2016 года был выпущен 600-й экземпляр локомотива, приуроченный к 6-летию завода «Уральские локомотивы». 31 января 2020 года генеральный директор ООО «Уральские локомотивы» передал машинисту Южно-Уральской железной дороги ключи от юбилейного 2ЭС6-1000, построенного в том же месяце.
Планировалось, что выпуск электровозов 2ЭС6 будет прекращён спустя несколько лет после начала выпуска, а на основе его (в основном будут использованы кузов и видоизменённая экипажная часть) будет налажен выпуск электровоза с асинхронными тяговыми электродвигателями 2ЭС10, созданного совместно с концерном Siemens. Производство электровозов серии 2ЭС10 началось в 2010 году. Тем не менее, из-за высокой стоимости импортного электрооборудования и российского экономического кризиса производство электровозов 2ЭС10 оказалось гораздо менее массовым, чем планировалось изначально (было выпущено немногим более полутора сотен локомотивов), в то время как количество выпущенных 2ЭС6 в 2020 году превысило тысячу и их производство активно продолжается. По состоянию на май 2023 года было выпущено не менее 1379 электровозов.

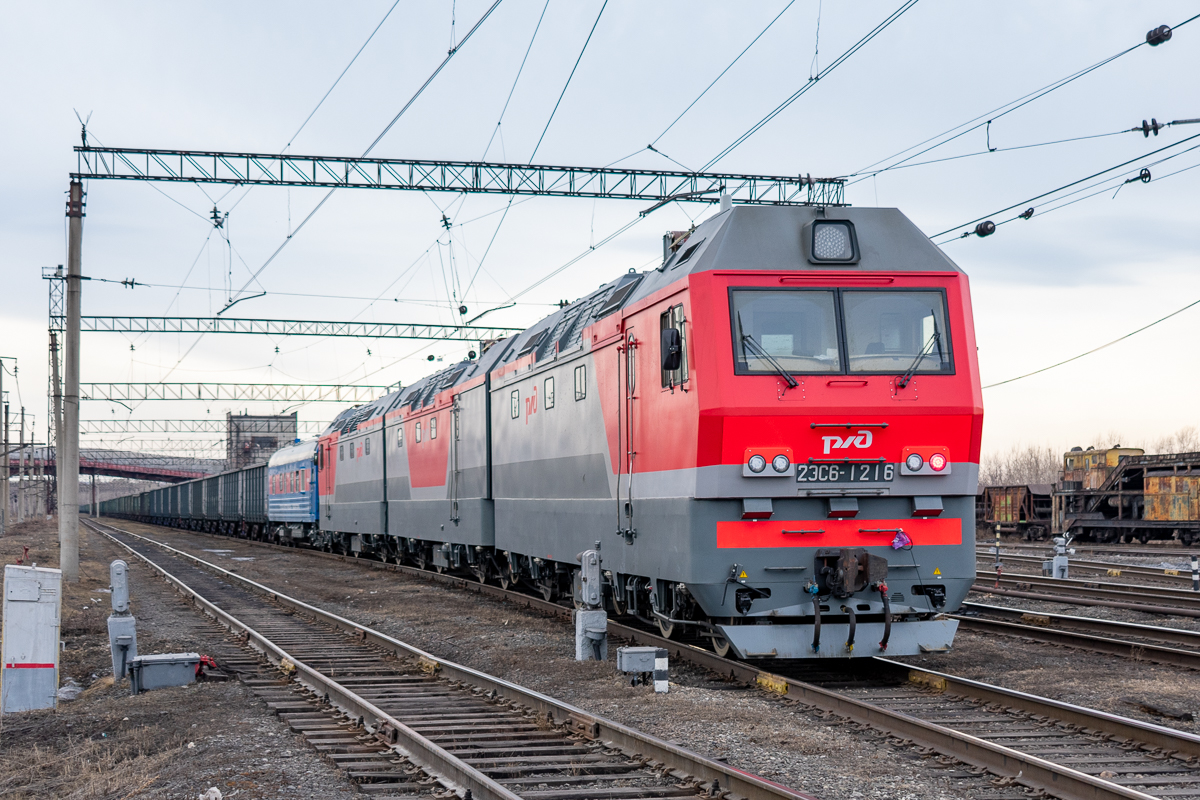
Электровоз 2ЭС6-1216 в трёхсекционной составности (де-факто 3ЭС6)

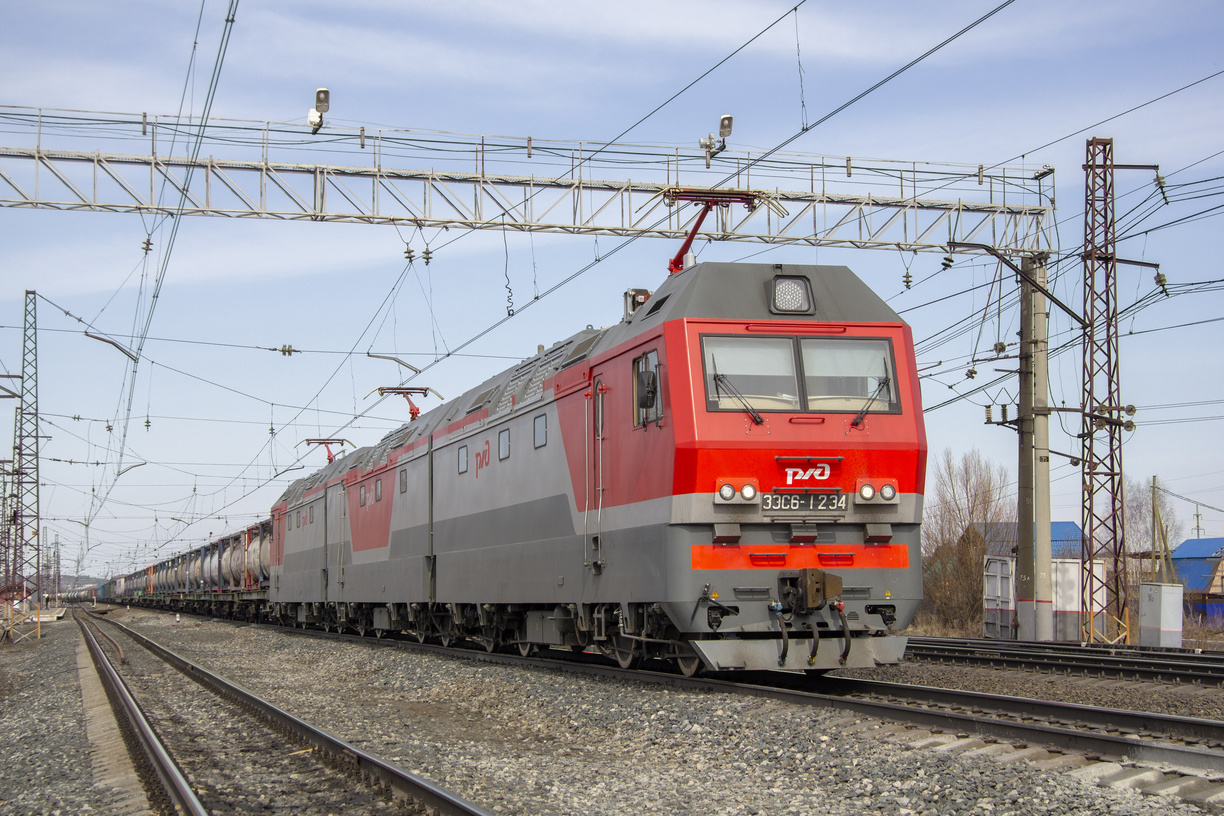
Электровоз 3ЭС6-1234 в трёхсекционной составности, изначально обозначенный как 3ЭС6

Дальнейшим развитием электровозов 2ЭС6 стало создание промежуточной бустерной секции без кабины управления со сквозным проходом, вцепляемой между головными секциями электровоза 2ЭС6 в количестве одной (или двух) единиц, и позволяющей таким образом увеличить мощность стандартного электровоза в полтора (или два) раза и использовать для транспортировки тяжёлых грузовых составов или работы на участках пути со значительным уклоном. Таким способом получается трёхсекционый двенадцатиосный (или четырёхсекционный шестнадцатиосный) локомотив, условно именуемый далее по тексту 3ЭС6 (или, соответственно, 4ЭС6). Первая промежуточная секция была выпущена в апреле 2020 года и поначалу была включена в состав электровоза 2ЭС6, получившего номер 1080.
Испытания электровоза с одной бустерной секцией проводились в течение четырёх месяцев. Первый этап испытаний, проведённый на территории завода, включал предварительные и приёмо-сдаточные испытания. Здесь проверялось соответствие машины техническому заданию. Второй этап проведён на скоростном полигоне станции Белореченская Северо-Кавказской железной дороги. Сюда входили проверки допустимого воздействия электровоза на пути, коэффициента запаса устойчивости против схода колеса с рельса, показателей плавности хода, длины тормозного пути при экстренном торможении и некоторые другие. Последний этап проведён на экспериментальном кольце в Щербинке (ЭК ВНИИЖТ). Проверке подвергались такие параметры, как обеспечение требований пожарной безопасности, защиты электрооборудования от аварийных режимов, работоспособность электровоза при сбоях оборудования и программного обеспечения. В августе 2020 года цикл испытаний успешно завершён. В дальнейшем бустерная секция была выцеплена из состава электровоза 1080 и включена в другой электровоз серии.
Вопреки сложившейся в России практике именования серий локомотивов, трёхсекционные электровозы поначалу не обозначались как 3ЭС6, сохранив первоначальное обозначение серии 2ЭС6 и номер в пределах этой серии, как и электровозы 2ЭС10 с третьей промежуточной секцией. Электровозы с номерами 1096—1164 и 1211—1217 были сформированы как трёхсекционные, но при этом сохранили обозначение 2ЭС6. Однако начиная с 2022 года, новые трёхсекционные электровозы начиная с 1223 таки стали обозначаться по настоящей схеме как 3ЭС6, продолжив номерный ряд, хотя у ранее выпущенных электровозов в трёхсекционной компоновке обозначение на 3ЭС6 изменено не было.
Бустерная секция имеет то же электрооборудование и конструкцию экипажной части, что и головная, и отличается от последней главным образом отсутствием кабины управления и размещённых в ней устройств управления и кранов машиниста, а также наличием второй торцевой стены с межсекционным переходом вместо неё. Это обеспечивает удобство работы по сравнению со сцепом ЭС6+2ЭС6 из трёх головных секций, позволяя локомотивной бригаде переходить между всеми секциями в процессе движения, что позволяет осматривать всё оборудование и выявлять возможные неисправности без необходимости остановки поезда. Масса (100 т) и длина (17 м) бустерной секции такая же, как и у головной.
Данные по выпуску электровозов 2ЭС6 и 3ЭС6 по годам приведены в таблице, при этом все трёхсекционные электровозы обозначены по фактической компоновке как 3ЭС6, хотя выпущенные до 2022 года локомотивы сохранили старое обозначение 2ЭС6:
| Год выпуска | Серия             | Количество электровозов | Количество головных секций | Количество бустерных секций | Номера электровозов                                                           |
| 2006        | 2ЭС6              | 1                       | 2                          | —                           | 001                                                                           |
| 2007        | 2ЭС6              | 1                       | 2                          | —                           | 002                                                                           |
| 2008        | 2ЭС6              | 4                       | 8                          | —                           | 003—006                                                                       |
| 2009        | 2ЭС6              | 27                      | 54                         | —                           | 007—033                                                                       |
| 2010        | 2ЭС6              | 50                      | 100                        | —                           | 034—083                                                                       |
| 2011        | 2ЭС6              | 63                      | 126                        | —                           | 084—146                                                                       |
| 2012        | 2ЭС6              | 90                      | 180                        | —                           | 147, 148—237                                                                  |
| 2013        | 2ЭС6              | 101                     | 202                        | —                           | 238—338                                                                       |
| 2014        | 2ЭС6              | 110                     | 220                        | —                           | 339—448                                                                       |
| 2015        | 2ЭС6              | 113                     | 226                        | —                           | 449—561                                                                       |
| 2016        | 2ЭС6              | 89                      | 178                        | —                           | 562—650                                                                       |
| 2017        | 2ЭС6              | 84                      | 168                        | —                           | 651—734                                                                       |
| 2018        | 2ЭС6              | 110                     | 220                        | —                           | 735—844                                                                       |
| 2019        | 2ЭС6              | 155                     | 310                        | —                           | 845—999                                                                       |
| 2020        | 2ЭС6              | 96                      | 252                        | —                           | 1000—1095                                                                     |
| 2020        | 3ЭС6 (2ЭС6+2ЭС6Б) | 30                      | 252                        | 30                          | 1096—1125                                                                     |
| 2021        | 3ЭС6 (2ЭС6+2ЭС6Б) | 46                      | 194                        | 46                          | 1126—1164, 1211—1217                                                          |
| 2021        | 2ЭС6              | 51                      | 194                        | —                           | 1165—1210, 1218—1222                                                          |
| 2022        | 3ЭС6              | 21                      | 254                        | 21                          | 1223—1243                                                                     |
| 2022        | 2ЭС6              | 106                     | 254                        | —                           | 1244—1349                                                                     |
| 2023        | 3ЭС6              | 34                      | 230                        | 34                          | 1351—1368, 1449—1460, 2052—2054, 2505                                         |
| 2023        | 2ЭС6              | 81                      | 230                        | —                           | 1350, 1369—1448                                                               |
| 2024        | 3ЭС6              | 32                      | 64                         | 32                          | 1461—1491, 2501                                                               |
| Всего       | 2ЭС6              | 1340                    | 3006                       | —                           | 001—146, 147, 148—1095, 1165—1210, 1218—1222, 1244—1350, 1369—1448, 1465—1470 |
| Всего       | 3ЭС6              | 163                     | 3006                       | 163                         | 1096—1164, 1211—1217, 1223—1243, 1449—1491, 2052—2054, 2501, 2505             |

## Общие сведения
Магистральные двухсекционные электровозы 2ЭС6 «Синара» предназначены для вождения грузовых поездов на железных дорогах колеи 1520 мм, электрифицированных постоянным током напряжением 3 кВ. Они позиционируются как основная замена устаревшим электровозам серий ВЛ10 и ВЛ11. Один двухсекционный электровоз может вести поезд массой 8000 тонн на участках с равнинным профилем пути (до 6 ‰) и поезд массой 5000 тонн на участках с горным профилем (до 10 ‰).

### Составность

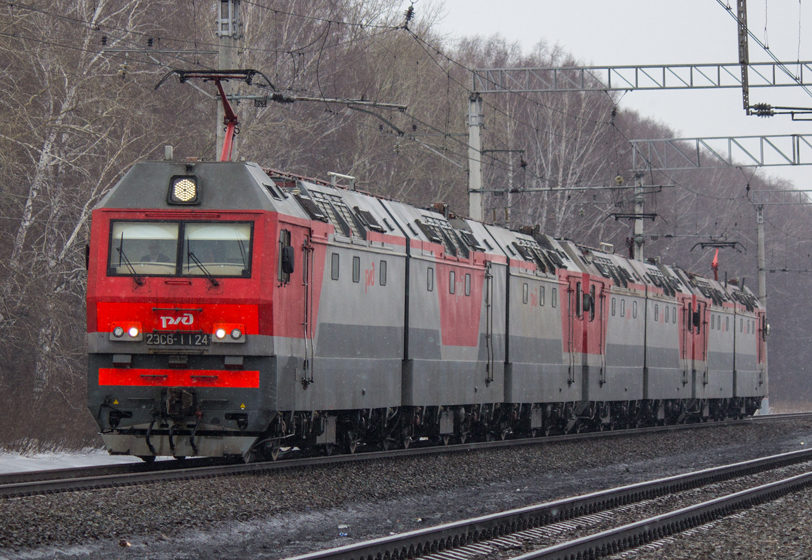
Электровоз 2ЭС6-1124 в трёхсекционной составности (де-факто 3ЭС6) и два других 2ЭС6 в двухсекционной компоновке, сцепленные по СМЕ

Электровозы 2ЭС6 состоят из двух одинаковых секций, имеющих одну кабину управления и сцепляемых друг к другу стороной с межвагонным переходом. Они могут сцепляться и работать совместно по системе многих единиц, управляясь из одной кабины машиниста, как два электровоза целиком (четыре секции), так и электровоз с одной из секций другого (три секции). Между головными секциями может быть вцеплена бескабинная промежуточная бустерная секция для увеличения мощности электровоза в полтора раза, формируя трёхсекционный электровоз 3ЭС6. При необходимости головные секции электровоза могут ограниченно эксплуатироваться в одиночку, однако при этом затрудняется обзор для машиниста.

### Нумерация и маркировка
Электровозы 2ЭС6 и 3ЭС6 получают трёхзначные и четырёхзначные номера по возрастанию в порядке выпуска, начиная с 001, при этом номера с 001 по 999 указываются в трёхзначном формате, а с 1000 и выше — в четырёхзначном. Маркировка с обозначением серии и номера наносится в виде металлических букв и цифр на лобовой части кабины электровоза по центру между буферными фонарями в формате 2ЭС6—XXX (по 999) либо 2ЭС6—XXXX (с 1000), или 3ЭС6—XXXX, где XXX либо XXXX — номер электровоза. На электровозах 2ЭС6 раннего выпуска по правому борту каждой секции также указан сетевой номер, нанесённый между окном и дверью кабины машиниста чуть ниже уровня окон кабины. В обозначении серии трёхсекционных электровозов присутствует двойственность: более ранние электровозы трёхсекционные с номерами 1096—1164 и 1211—1217 де-факто относятся к серии 3ЭС6, но при этом обозначены как 2ЭС6, а промежуточные бустерные секции как 2ЭС6Б под тем же номером, в то время как трёхсекционные электровозы с номерами 1223—1243 уже стали полноценно обозначаться как 3ЭС6, а более ранние трёхсекционные электровозы переобозначены не были

### Окраска
Электровозы 2ЭС6 имели три варианта окраски:
- Электровозы 001 и 002 были окрашены в четырёхцветную окраску, стилизованную под цвета российского флага: в верхней части преобладали красный и белый цвета, в средней по бокам — синий, снизу — серый.
- Электровозы с 003 по 112 окрашивались в бирюзово-белую окраску из трёх широких полос — в середине по высоте проходила белая полоса, а сверху и снизу — бирюзовые. При этом электровозы с 003 по 009 также имели стилизованные красные полосы по бокам, отличающиеся по расположению на левом и правом борту каждой секции и отсутствующие на более поздних электровозах.
- Электровозы с 113 окрашивались в трёхцветную фирменную красно-серую окраску РЖД с изогнутой линией по бокам: верхняя половина кузова в зоне кабины и узкая верхняя полоса напротив машинного отделения окрашена в красный цвет, узкая средняя полоса в зоне кабины и широкая в зоне машинного отделения — в светло-серый, нижняя — в тёмно-серый. Такая же раскраска придаётся электровозам более раннего выпуска при перекраске во время капитального ремонта.

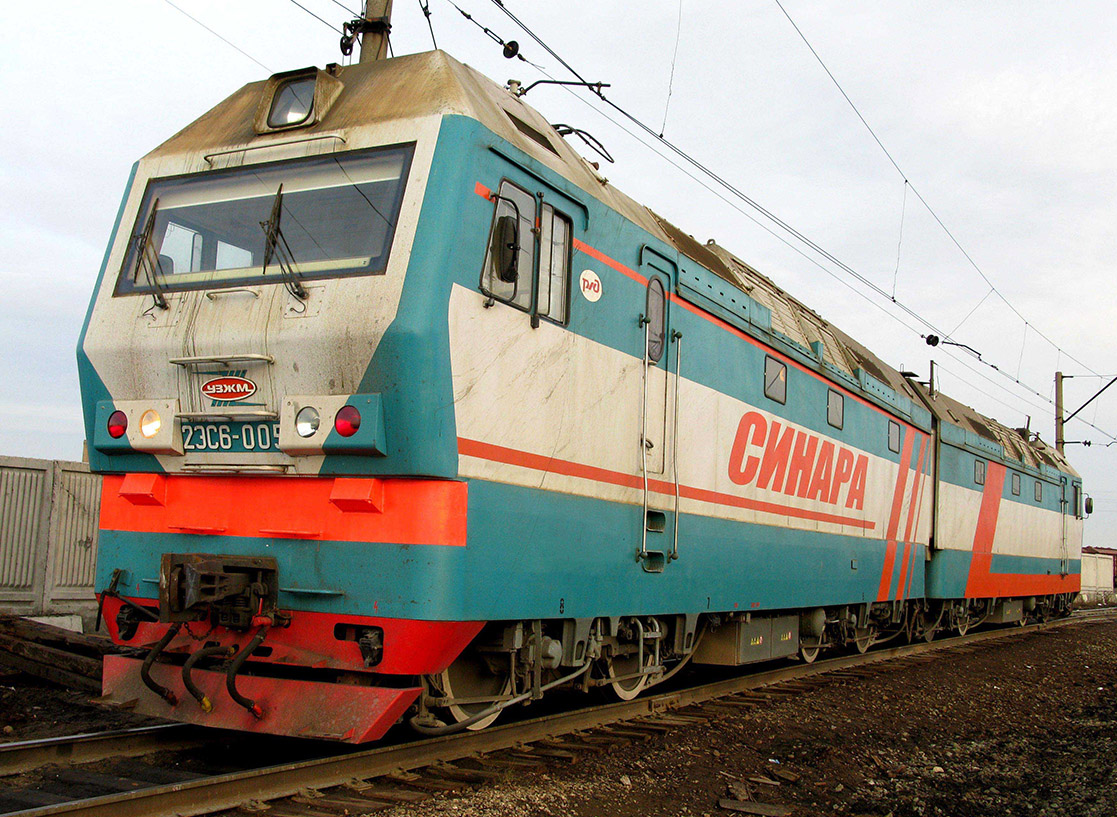
2ЭС6-005 в бирюзово-белой окраске с красными полосами
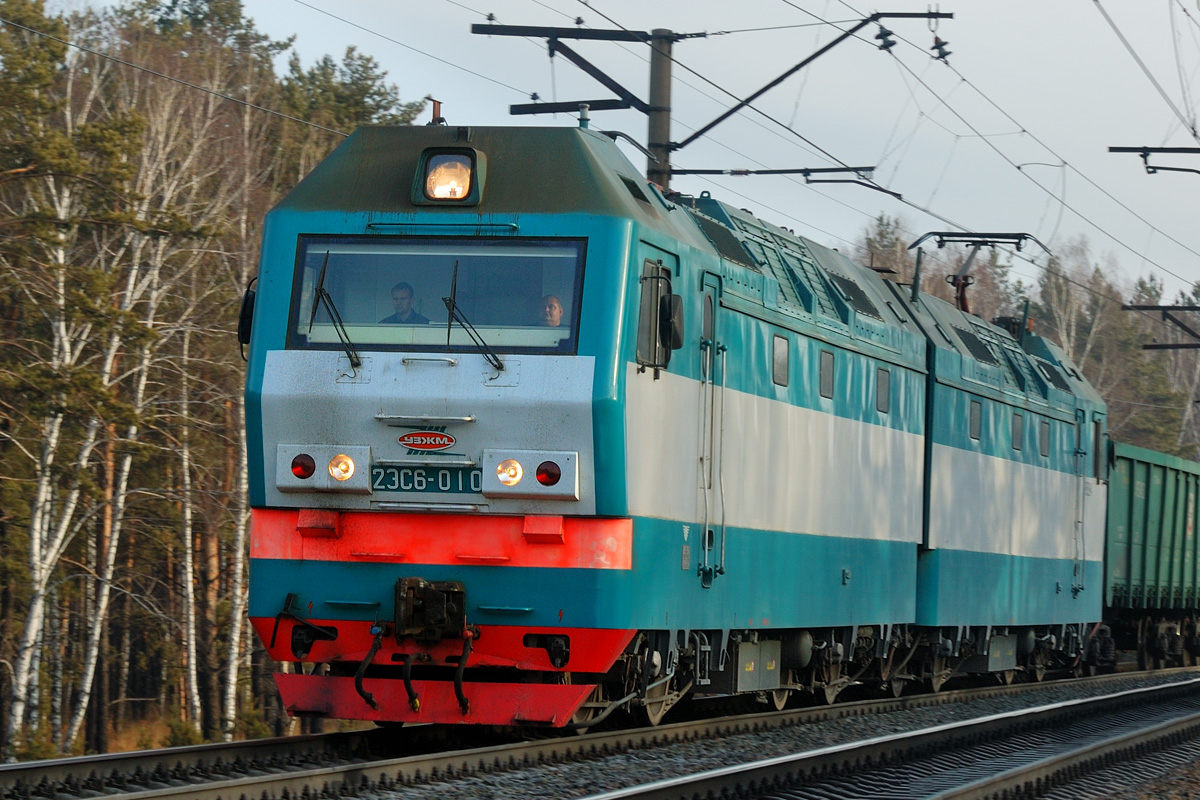
2ЭС6-010 в бирюзово-белой окраске без красных полос
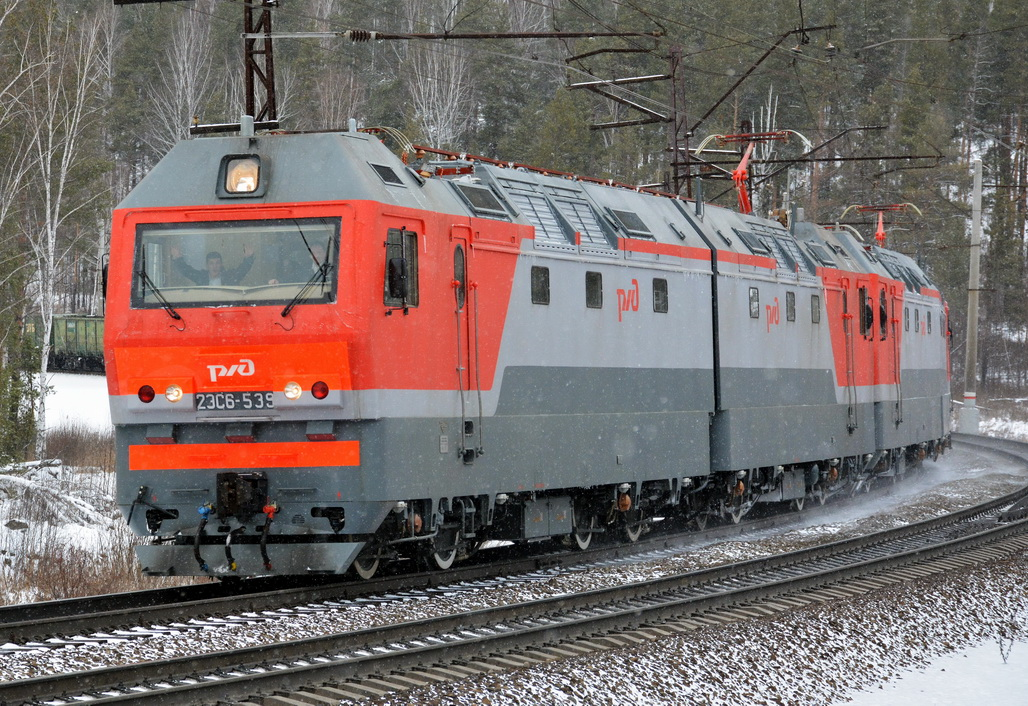
2ЭС6-539 и 538 в красно-серой окраске РЖД, применены антенны АЛ2/160/Н и АЛ2/460/900/Н

## Конструкция

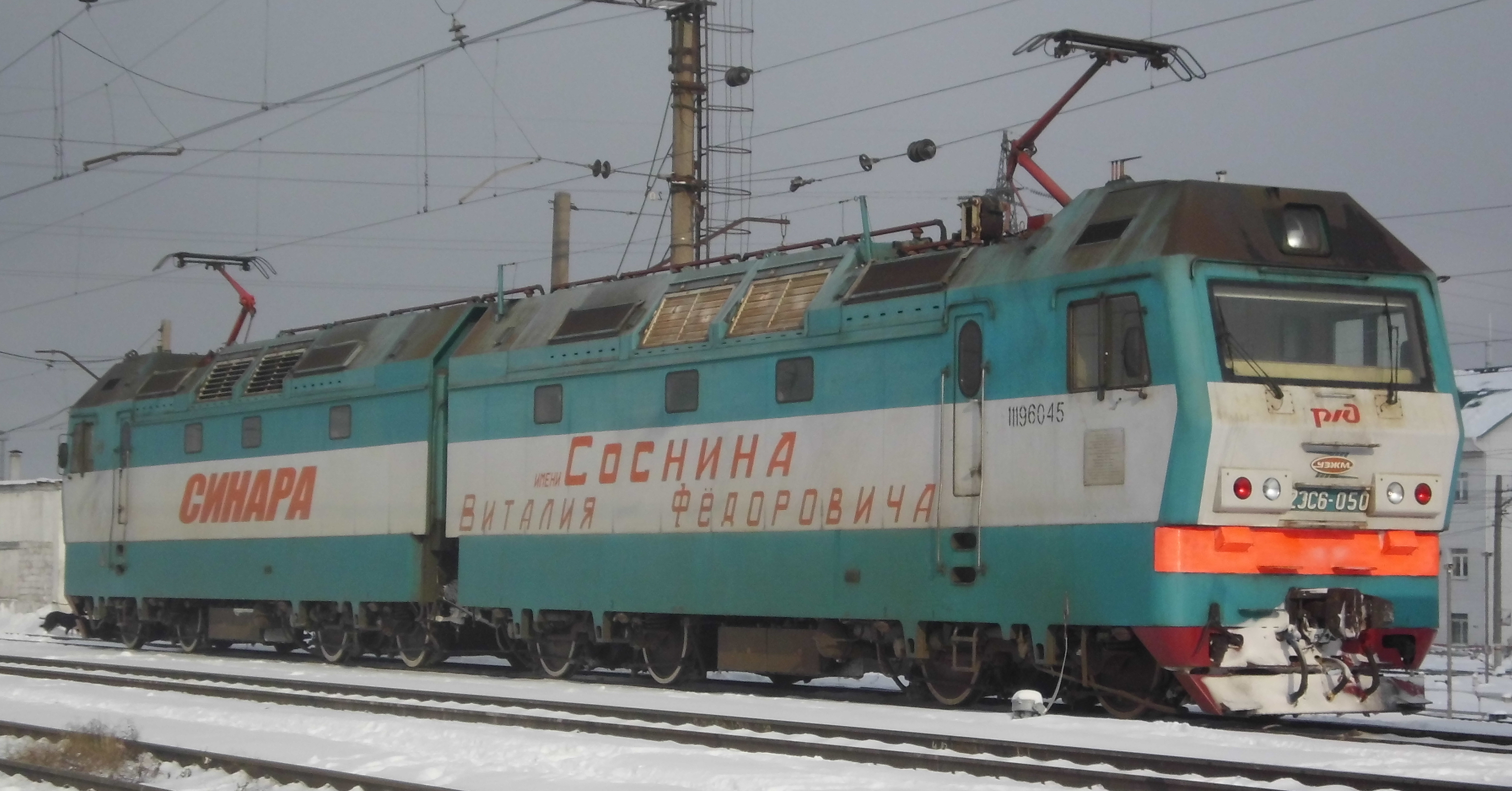
2ЭС6-050 имени Соснина Виталия Фёдоровича с двумя поднятыми токоприёмниками

### Механическая часть

#### Ходовая часть
Кузов каждой секции электровоза цельнометаллический, вагонного типа, с одной кабиной управления и межсекционным переходом с противоположной стороны, с несущей рамой имеет плоскую поверхность обшивки.
Каждая секция опирается на две двухосные тележки. Каждая тележка связана с кузовом наклонной тягой с резино-металлическими шарнирами, соединяющей концевую поперечную балку рамы тележки с кронштейном, закреплённым посередине рамы кузова. Помимо этого, тележка соединена с кузовом рессорным пружинным подвешиванием типа «Флексикойл», гидродемпферами и ограничителями перемещения кузова. Применение связи тележек с кузовом с помощью наклонных тяг позволяет обеспечить коэффициент использования сцепной массы электровоза до 0,92.
На электровозе применены колёсно-моторные блоки с коническими моторно-осевыми подшипниками качения и двухсторонней косозубой передачей с передаточным числом 3,4. Особенность конструкции состоит в применении единого жёсткого для двух моторно-осевых подшипников корпуса, обеспечивающего качественную регулировку подшипников при сборке, стабильность в эксплуатации, и обеспечивает расчётную долговечность подшипников не менее 5 млн км пробега.
Тяговые электродвигатели крепятся к средней балке рамы тележки через маятниковые подвески. Другими сторонами электродвигатели опираются на оси колесных пар через моторно-осевые подшипники. На буксовых шейках оси колёсной пары смонтированы двухрядные конические роликовые подшипники закрытого типа, размещенные внутри корпуса бесчелюстной одноповодковой буксы. Поводки имеют сферические резино-металлические шарниры, которые крепятся к буксе и к кронштейну на боковинах рамы тележки, образуя продольную связь колёсных пар с рамой тележки. Поперечная связь колесных пар с рамой тележки осуществляется за счет поперечной податливости буксовых пружин.
В феврале 2023 года на заводе «Уральские локомотивы» прошла сертификационные испытания усиленная версия кабины, применённая на электровозе 3ЭС6 «Синара». Металлический каркас новой кабины имеет усовершенствованную конструкцию силового подоконного пояса и сопрягаемых элементов боковых стен и оконных проёмов. Благодаря тому, что прочность и жёсткость конструкции увеличились в несколько раз, удалось снизить уровень деформации кабины в случае аварийного столкновения. Согласно сравнительному моделированию реального столкновения электровоза с грузовиком, даже при значительной деформации в обновлённой кабине остаётся достаточно места для членов локомотивной бригады, что значительно снижает риск гибели машинистов. Применены новые материалы (в частности, сталь марки 20 заменена на сталь 09Г2С, которая обладает более высокими механическими свойствами и стабильными характеристиками на морозе).

#### Расположение оборудования в кузове
Кузов секции делится на три отсека — машинное отделение, тамбур с входными дверями и кабина управления. Машинное отделение выполнено со сквозным центральным проходом. По левой от прохода стороне размещены: шкаф с блоками приборов безопасности, шкаф микропроцессорной системы управления и диагностики (МПСУиД), блок низковольтных аппаратов, высоковольтная камера, модуль охлаждения тяговых двигателей второй тележки, статический преобразователь собственных нужд. По правой стороне установлены: модуль охлаждения тяговых электродвигателей первой тележки, компрессорный агрегат и вспомогательный компрессор. В высоковольтной камере (ВВК) расположен блок статического преобразователя, быстродействующий выключатель ВАБ-55, шкаф защиты преобразователя, реакторы обмоток возбуждения тяговых электродвигателей (ТЭД) силовые коммутационные аппараты. ВВК имеет сетчатые сдвижные ограждения, блокирующиеся в закрытом положении при поднятии токоприемника. В тамбуре установлен модуль комплекса тормозного оборудования.

Крыша электровоза состоит из двух несъёмных и трёх съёмных секций. На первой съёмной секции установлен токоприёмник, внутри размещена форкамера вентилятора системы охлаждения ТЭД первой тележки. Забор воздуха осуществляется через постоянно открытые жалюзи, размещённые на наружной поверхности обеих фронтальных стен. Сразу за жалюзи находятся мультициклонные фильтры очистки воздуха. Внутри второй съёмной секции крыши размещены блоки пуско-тормозных резисторов (ПТР) с модулями их охлаждения. Модули включают в себя автоматические воздухозаборные жалюзи, мотор-вентиляторы, блоки ПТР и выходные жалюзи. Третья съёмная секция крыши по своей конструкции аналогична первой, внутри неё размещается форкамера вентилятора системы охлаждения ТЭД второй тележки.

### Интерьер

#### Кабина машиниста
В кабинах локомотива повышена комфортность и улучшены условия работы машиниста.
- Проход в кузове (машинном отделении) выполнен по центру, что удобнее, чем сбоку.
- Подсветка ходовой части локомотива (напротив каждого колеса) для осмотра ходовой части в тёмное время суток, а также для безопасности при движении локомотива по путям станции.
- Кабина машиниста каждой секции оборудована климат-контролем (кондиционер с режимами охлаждения и подогрева воздуха и тепловые панели для обогрева).
- В штатную комплектацию входят микроволновая печь (питание 220 В) и портативный холодильник (питание 220 В).
- Регулируемая яркость местного светодиодного освещения некоторых приборов и отдельно рабочего места (приборной панели).
- Солнцезащитные шторки на лобовом и боковых окнах кабины (лобовое с электроприводом, управляемым через пульт).
- Наличие цветных LED-дисплеев на которую выносится ряд информации.
- Регулируемые по высоте, углу наклона спинки, выдвижению вперёд-назад жёстко зафиксированные кресла машиниста и помощника.
- Система аварийного покидания кабины локомотива через боковые окна (лесенка с системой крепления).
- Наличие встроенного шкафа для одежды и предметов обихода.

| |                                                                                                 | |                                            | | |
| Встроенная подсветка ходовой части в тёмное время (снизу ряд огней напротив каждого колеса локомотива) | Светодиодная местная подсветка приборов и рабочего места (по отдельности) с регулятором яркости | Для удобства машиниста и помощника локомотивы оборудованы холодильниками, СВЧ-печями и биотуалетами | Элемент пульта управления электровоза 2ЭС6 | Интерьер кабины машиниста Синары. Д. А. Медведев за рабочим местом машиниста, подлокотники кресла подняты | Для сравнения - интерьер кабины машиниста электровозов серии ВЛ-10, ВЛ-11. Рабочее место машиниста |

|                                                                            |                                                                    |                                                          |                              |                                                                       |
| Рабочие места на 2ЭС6-640 помощника машиниста (слева) и машиниста (справа) | Панель управления 2ЭС6-050 им. Соснина В. Ф. (правая часть панели) | Шкаф для средств защиты (одежды, обуви, перчаток и т.д.) | Виброзащитное кресло экипажа | Тамбур между кабиной машиниста (слева) и машинным отделением (справа) |

### Электрическая часть
Для обеспечения токосъёма с контактной сети по концам каждой секции установлены токоприёмники ТА-160-3200, конструктивно выполненные по схеме асимметричного полупантографа.
Питание вспомогательных машин, цепей управления, обмоток возбуждения ТЭД в режиме тяги и электродинамического торможения, а также заряд аккумуляторной батареи (АКБ) осуществляется статическим преобразователем ПСН-200. Преобразователь построен по схеме понижающего конвертора DC/DC, где в качестве силовых ключей использованы IGBT-транзисторы. Преобразователь получает питание от контактной сети и по выходным каналам питает обмотки возбуждения ТЭД, асинхронные двигатели вспоммашин (380 В, 2,5-50 Гц), цепи управления (110 В), систему микроклимата кабины (220 В, 50 Гц), обеспечивает заряд аккумуляторной батареи (90-130 В).
На 2ЭС6 применены тяговые электродвигатели (ТЭД) ЭДП810 часовой мощности 810 кВт. Электродвигатель представляет собой компенсированную шестиполюсную реверсивную электрическую машину постоянного тока независимого возбуждения. Изоляция обмоток обеспечивает в композиции с корпусной изоляцией класс нагревостойкости «Н». Для охлаждения ТЭД применён индивидуальный принцип — каждый вентилятор нагнетает воздух по воздуховодам к одному электродвигателю. Часть воздуха, отводимая из воздуховодов, предназначена для вентиляции кузова.
На электровозе применён реостатный пуск ТЭД, реостатное торможение мощностью 6600 кВт и рекуперативное мощностью 5500 кВт, работа которого обеспечена в диапазоне скоростей от 120 до 3 км/ч. Регулирование скорости электровоза производится изменением соединения групп ТЭД, ступенчатым изменением сопротивления пускового резистора (ПТР) и изменением магнитного потока ТЭД путём регулирования тока в обмотках возбуждения за счёт регулирования напряжения на выходах статического преобразователя. Все изменения соединения групп ТЭД и переключения в силовых цепях секций ПТР производятся обычными электропневматическими контакторами серии ПК. Управление пневмоконтакторами производится под управлением МПСУиД. Переключение соединений ТЭД происходит без разрыва силовой цепи благодаря применению запирающих диодов (так называемый вентильный переход, уменьшающий скачки силы тяги), всего соединений три:
- сериесное (последовательное) — 8 двигателей двухсекционного электровоза либо 12 двигателей трёхсекционного электровоза последовательно, при этом в схему введён только реостат ведущей секции, на 23-й позиции реостат выводится полностью;
- сериес-параллельное (СП, последовательно-параллельное) — 4 двигателя каждой секции соединены последовательно, пуск производится на каждой секции своим реостатом, на 44-й позиции реостат закорачивается;
- параллельное — каждая пара двигателей работает под напряжением контактной сети, пуск производится отдельной группой реостата для каждой пары двигателей, на 65-й позиции реостат выводится.

Позиции 23, 44 и 65 являются ходовыми. На этих позициях, помимо шунтирования ПТР, отключаются также вентиляторы охлаждения модулей ПТР.
Независимое возбуждение в тяге — главное преимущество «Синары» перед ВЛ10 и ВЛ11, оно повышает противобоксовочные свойства и экономичность машины, позволяет более широко регулировать мощность. Помимо этого, питание обмоток ТЭД в режиме независимого возбуждения от преобразователей позволяет значительно облегчить условия перехода электровоза в режим электрического торможения. При этом МПСУиД полностью управляет режимами электрического торможения в зависимости от скорости электровоза и текущих значений напряжения контактной сети.
Тяговые электродвигатели электровоза с последовательным возбуждением имеют склонность к разно́сному боксованию: при росте частоты вращения падает ток якоря, а с ним и ток возбуждения — происходит самоослабление возбуждения, приводящее к дальнейшему росту частоты. При независимом возбуждении магнитный поток сохраняется, с ростом частоты резко возрастает противоЭДС и падает сила тяги, что не позволяет двигателю уходить в разносное боксование, микропроцессорная система управления и диагностики (МПСУиД) 2ЭС6 при боксовании подаёт на двигатель дополнительное возбуждение и подсыпает под колёсную пару песок, сводя боксование к минимуму. Независимое возбуждение играет важную роль при реостатном пуске — при усиленном возбуждении быстрее растёт противоЭДС двигателей и быстрее спадает ток, что позволяет вывести реостат на меньшей скорости, сэкономив электроэнергию. Также при скачках якорного тока в момент включения контакторов МПСУиД скачкообразно подаёт дополнительное возбуждение, снижая якорный ток и тем самым нивелируя скачок силы тяги в момент набора очередной позиции, часто приводящий к боксованию на электровозах со ступенчатым регулированием.
Конструкция тяговых электродвигателей приводит к периодическим перебросам электрической дуги по коллектору, прогарам конусов, пробоям якорей. Помимо отказов ТЭД, отмечены неисправности таких узлов, как электропневматические контакторы ПК, быстродействующие контакторы БК-78Т, вспомогательные машины (компрессорные агрегаты и вентиляторы обдува ТЭД).
|                                                                   |                                                                       |                                                              |
| Сериес-параллельное соединение, 55 км/ч, ослабленное возбуждение  | Параллельное соединение, почти та же скорость — усиленное возбуждение | Скорость 77, заданная сила тяги 10 % — усиленное возбуждение |
|                                                                   |                                                                       |                                                              |
| Та же скорость, заданная сила тяги 72 % — ослабленное возбуждение | Реостатное торможение на низкой скорости                              | Рекуперативное торможение на скорости 69 км/ч                |

### Вспомогательные машины
- два асинхронных осевых вентилятора охлаждения ТЭД и один винтовой компрессор с асинхронным двигателем, питающиеся от полупроводниковых преобразователей трёхфазным напряжением регулируемой частоты;
- четыре небольших асинхронных центробежных вентилятора очистки фильтров воздуха ТЭД, питающиеся напряжением постоянной частоты 50 Гц;
- два коллекторных осевых вентилятора пуско-тормозного реостата, аналогичные вентиляторам тормозного реостата тепловоза ТЭП70, питающиеся падением напряжения на реостате от отпайки реостата.

Низковольтные цепи питаются постоянным напряжением 110 В от преобразователя либо аккумуляторной батареи.

### Обеспечение безопасности

#### Система пожаротушения
Электровоз оборудован автоматической газовой системой пожаротушения ЭТ «Радуга 5 МГ». Обнаружение и индикация об очаге возгорания предусмотрена оптическая (при задымлении) и температурная (выше 64-76 0С). Активация пожаротушения возможна как в автоматическом режиме (в режим допускается переключать только при отсутствии людей в электровозе), так и в ручном режиме через блок управления и индикации «БУИ-1» на пульте управления электровозом или с выносного пульта управления. Активное вещество пожаротушения — хладон-125 и хладон-227.

## Эксплуатация

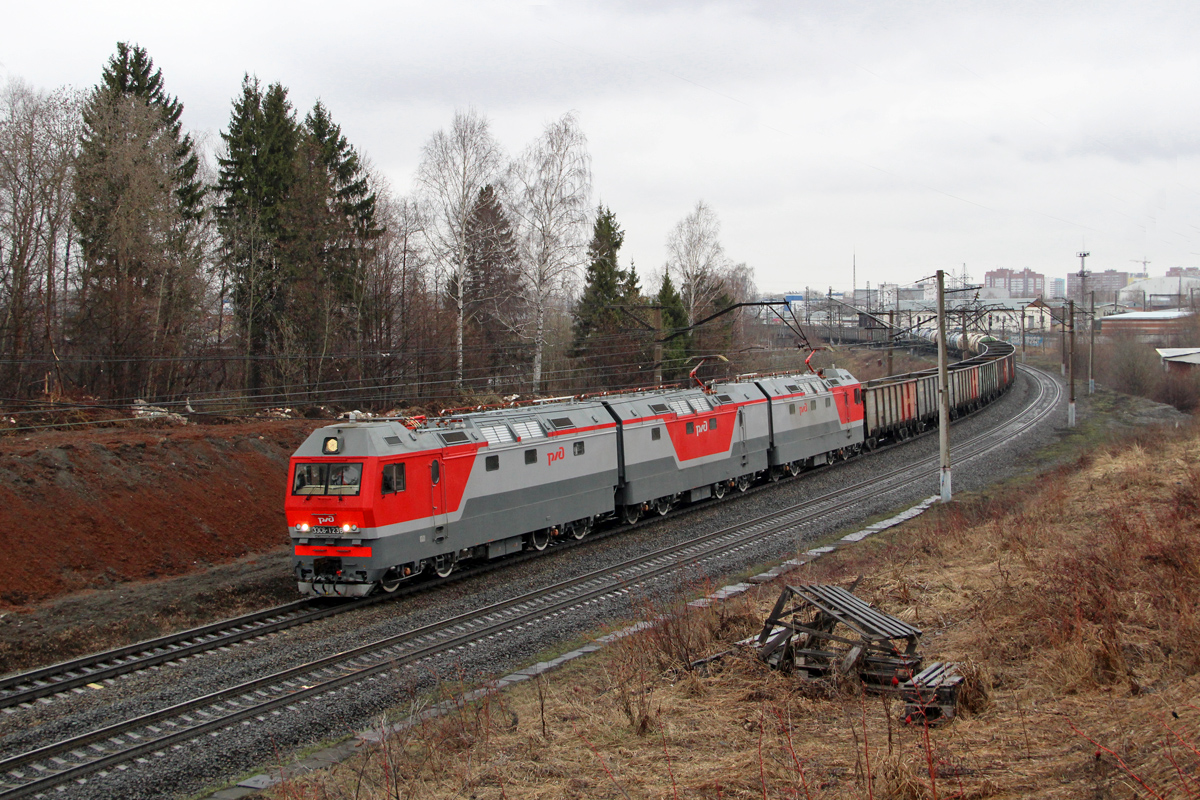
Электровоз 3ЭС6-1236 с грузовым поездом

Первый электровоз 2ЭС6-001 после наладочных испытаний на заводе был направлен для сертификационных испытаний на испытательное кольцо ВНИИЖТ в Щербинку. К декабрю 2007 года электровоз имел пробег 5000 км, были завершены испытания по воздействию на железнодорожный путь. Также проводились тягово-энергетические и тормозные испытания электровоза. Построенный в 2007 году 2ЭС6-002 в 2007 году проходил опытную эксплуатацию на Свердловской железной дороге, на линии Екатеринбург — Войновка, к декабрю имел пробег 3400 км.
Все электровозы 2ЭС6 поставлялись для ОАО «Российские железные дороги». Первые электровозы поступали для эксплуатации на Свердловской железной дороге в депо Свердловск-Сортировочный, в 2010 году локомотивы стали работать на Южно-Уральской и Западно-Сибирской железных дорогах. К концу 2010 года на 2ЭС6 обкатаны все машинисты депо Свердловск-сортировочный, Каменск-Уральский, Камышлов, Войновка и Ишим Свердловской железной дороги; Омск, Барабинск, Новосибирск и Белово Западно-Сибирской железной дороги; Челябинск, Карталы Южно-Уральской железной дороги.
В 2012 году, к 175-летию железных дорог России выпущенному двумя годами ранее локомотиву 2ЭС6-050 было присвоено имя Виталия Соснина.
С начала 2015 года электровозы 2ЭС6 начали поступать в депо Златоуст и депо Челябинск Южно-Уральской железной дороги для вождения поездов по участку Челябинск — Уфа — Самара — Пенза.
Трёхсекционные электровозы в подавляющем большинстве поступали в депо Тайга, а небольшая партия — в депо Пермь—Сортировочная.
По состоянию на 2022 год, эксплуатируются все построенные локомотивы, за исключением электровоза 415, разбитого в результате крушения при столкновении с хозяйственным поездом и находящегося на базе запаса. Около трёх десятков эксплуатируемых электровозов находится на консервации или плановых ремонтах.
- Сплотка из трёх электровозов 2ЭС6-104+129+??? на перегоне Шарташ — Екатеринбург-Пассажирский
- Сплотка из двух электровозов 2ЭС6-225+??? по СМЕ с грузовым поездом на станции Кемерово. Свисток электровоза
- Электровоз 2ЭС6-343 с грузовым поездом на перегоне Винзили — Богандинская. Основной тифон электровоза

## Электровоз 2ЭС8 «Малахит», созданный на базе 2ЭС6

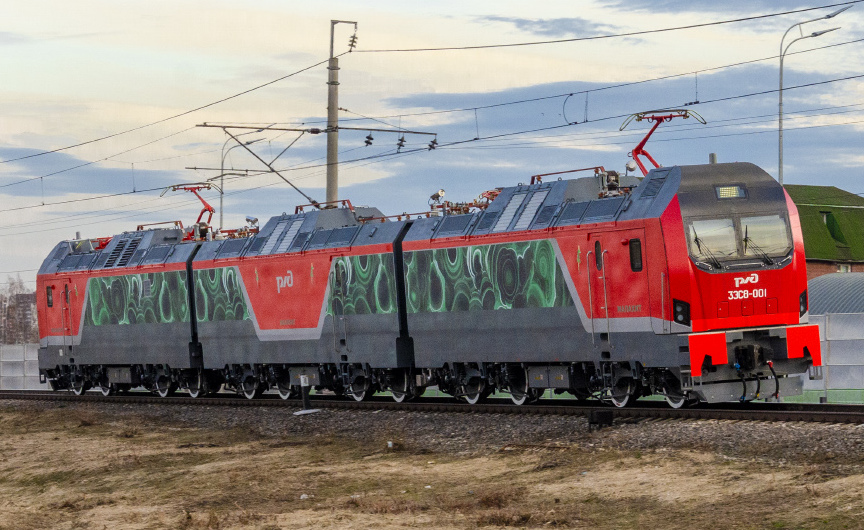
Электровоз 3ЭС8-001 «Малахит» на ЭК ВНИИЖТ

В начале 2020 года Группа Синара на базе конструкции электровоза 2ЭС6 начала разработку проекта грузового двухсекционного электровоза 2ЭС6А с асинхронными электродвигателями, который также должен был производиться на заводе «Уральские локомотивы». Целью разработки новой модификации 2ЭС6А было создание электровоза с более мощным и надёжным асинхронным приводом на основе российских комплектующих, который в будущем мог бы стать основой для новой перспективной линейки грузовых электровозов, поскольку уже выпускаемые заводом электровозы с асинхронным приводом 2ЭС10 «Гранит» для линий постоянного тока и 2ЭС7 «Чёрный гранит» для линий переменного тока оснащались импортным электрооборудованием производства немецкой компании Siemens, что влекло их высокую стоимость и риски срыва поставок комплектующих в случае изменения валютного курса или ввода санкций. Помимо того, в 2019 году РЖД утвердило новые технические требования на грузовые локомотивы по безопасности, габаритам, тяговым характеристикам и цифровизации, и этим требованиям должны были соответствовать все будущие серии локомотивов.
Осенью 2020 года завод «Уральские локомотивы» представил проект будущего электровоза, в котором наряду с применением нового российского электрооборудования была переработана конструкция кузова и разработана новая форма кабины машиниста с противоударной крэш-системой и новый пульт управления. Летом этого года уже были изготовлены и проходили испытания тяговые электродвигатели, а к концу года завершалась сборка тяговых преобразователей. В начале 2021 года была начата опытная сборка ходовой части и других узлов электровоза, летом изготавливались его кузова, а со второй половине осени по начало 2022 года производился монтаж оборудования. Поставщиками комплектующих для локомотива стали более 70 российских предприятий, при этом порядка 70 % новых технических решений были созданы заново. Учитывая значительные изменения в конструкции по сравнению с электровозами семейства ЭС6, дирекцией тяги РЖД новому локомотиву вместо первоначального ЭС6А было присвоено обозначение ЭС8, а позже серия получила коммерческое наименование «Малахит». Первый опытный электровоз планировалось выпустить в конце 2021 года в двухсекционной компоновке как 2ЭС8, однако в дальнейшем было также решено построить промежуточную бустерную секцию, сформировав трёхсекционный электровоз 3ЭС8. Локомотив был собран преимущественно из комплектующих российского производства, которые составили 94 % от их общего числа. В конце февраля 2022 года электровоз был изготовлен, в марте состоялась его заводская презентация и первичная обкатка на заводе, а начиная с апреля начались его испытания.
Электровоз 2ЭС8 / 3ЭС8 в значительной степени унаследовал конструктивные особенности электровозов 2ЭС6 и 2ЭС10, но имеет существенные отличия от последних. На локомотиве применён цельнонесущий кузов вместо кузова с главной рамой (что увеличивает его прочность и снижает вес), укороченный на 1 метр по сравнению с предшественниками и включающий в себя часть кабины машиниста; новая форма лобовой части кабины машиниста, сходная по конструкции с кабиной электропоездов «Ласточка», оснащённая противоударной крэш-системой и выступающим вперёд буферным брусом по аналогии с электровозами 2ЭС5 и ЭП20; модифицированные тележки с изменённой геометрией рамы и укороченной на 200 мм колёсной базой, двусторонней зубчатой передачей, и тормозными блоками, позволяющими применять автоматический стояночный тормоз. В кабине машиниста применён новый пульт управления с увеличенной рабочей зоной машиниста дугообразной формы, сходный с пультом «Ласточки» и адаптированный к возможности управления электровозом одним машинистом без помощника. Кабина оснащена камерами заднего вида с выводом изображения на экран вместо зеркал заднего вида, дистанционными кранами управления тормозами локомотива и состава, функцией смены кабины в рабочем состоянии, а также комплексом БЛОК-М и интегрированной с ним новой микропроцессорной системой управления, диагностики и безопасности российского производства с функциями автоведения поезда, помощи машинисту, отправки диагностической информации о локомотиве на сервер оператора и точного определения его местоположения с помощью передатчика спутниковой системы ГЛОНАСС. Но главным отличием является новое электрооборудование, в первую очередь асинхронный тяговый привод со специально спроектированными для новой платформы электровозов тяговыми электродвигателями АТД1000, которые существенно превосходят по характеристикам коллекторные двигатели 2ЭС6 и незначительно уступают по мощности импортным двигателями электровоза 2ЭС10 (1000 против 1050 кВт в длительном режиме), но имеют существенно меньший вес, что улучшает тяговые свойства локомотива и снижает его воздействие на путь и износ бандажей колёсных пар. Тяговый преобразователь для питания и управления двигателями, преобразователь собственных нужд, дроссель сетевого фильтра и другое электрооборудование также российского производства. Электровоз оснащён блоком управления проскальзыванием с функцией самообучения, обеспечивающим оптимальное регулирование моментов осей колёсных пар в зависимости от конкретных условий, а также для экономии энергии на нём предусмотрено автоматическое замещение пневматического торможения электрическим и автоматическое подключение питания преобразователя собственных нужд для вспомогательных машин от энергии тяговых двигателей в режиме выбега.

### Комментарии
1. 1 2 3  2ЭС6-147 разобран на запчасти после испытаний, оборудование частично ушло на 2ЭС6-001, кузов получил другой номер.
2. ↑  Электровозы 3ЭС6 2020 и 2021 годов выпуска промаркированы как 2ЭС6, а их бустерные секции как 2ЭС6Б, в таблице указаны как 3ЭС6 по фактической компоновке